# Petr Hejníček
Petr Hejníček (* 23. června 1967) je bývalý český fotbalista, brankář. Po skončení aktivní kariéry působí jako trenér brankářů a mládeže.

## Fotbalová kariéra
V československé lize hrál za SK Dynamo České Budějovice. V československé lize (debut 7. září 1991) nastoupil v 8 utkáních v sezóně 1991/92.

## Ligová bilance
| Ročník                                   | Zápasy | Góly | Minuty | Klub                       |
| ---------------------------------------- | ------ | ---- | ------ | -------------------------- |
| Česká národní fotbalová liga 1988/89     | 25     | 0    | -      | SK Dynamo České Budějovice |
| 1. československá fotbalová liga 1991/92 | 8      | 0    | 657    | SK Dynamo České Budějovice |
| CELKEM                                   | -      | 0    | 657    |                            |